# Komet Parker-Hartley
Komet Parker-Hartley (uradna oznaka je 119P/Parker-Hartley ) je periodični komet z obhodno dobo okoli 8,9let. 
Komet pripada Jupitrovi družini kometov .

## Odkritje[3]
Komet sta odkrila astronoma Quentin A. Parker in Malcolm Hartley 2. marca 1989 na Observatoriju Siding Spring v Avstraliji. Komet je prešel prisončje že dve leti pred odkritjem.